# Тогульский сельсовет
Тогульский сельсовет — муниципальное образование со статусом сельского поселения и административно-территориальное образование в Тогульском районе Алтайского края России. Административный центр — село Тогул.

## История
2 июля 2008 года Тогульский и Шумихинский сельсовет объединены в Тогульский сельсовет с административным центром в селе Тогул.

## Население
| 1997  | 1998  | 1999  | 2000  | 2001  | 2002  |
| ----- | ----- | ----- | ----- | ----- | ----- |
| 5889  | ↘5874 | ↘5870 | ↘5795 | ↘5675 | ↘5560 |
| 2003  | 2004  | 2005  | 2006  | 2007  | 2008  |
| ↘5342 | ↘5310 | ↘5208 | ↘5123 | ↘5045 | ↘5035 |
| 2009  | 2010  | 2011  | 2012  | 2013  | 2014  |
| ↘4951 | ↘4625 | ↗4685 | ↘4656 | ↘4583 | ↘4524 |
| 2015  | 2016  | 2017  | 2018  | 2019  | 2020  |
| ↘4500 | ↘4476 | ↘4424 | ↘4410 | ↘4362 | ↘4276 |
| 2021  |       |       |       |       |       |
| ↘3700 |       |       |       |       |       |

По результатам Всероссийской переписи населения 2010 года, численность населения муниципального образования составила 4625 человек, в том числе 2178 мужчин и 2447 женщин.

## Населённые пункты
В состав сельского поселения входит 4 населённых пункта:
- посёлок Льнозавод,
- село Титово,
- село Тогул,
- село Шумиха.

11 сентября 2008 года было упразднено село Малиновая Грива Шумихинского сельсовета